# 최재모
최재모(崔在模, 1946년 7월 10일 ~ 2009년 5월 24일)는 대한민국의 전 축구 선수이자 축구 감독이다. 포지션은 풀백이었다. 선수 시절 정확한 킥을 바탕으로 한 중거리슛으로 여러 차례 득점을 만들기도 했으며, 과감하고 투지 넘치는 수비력을 선보였다. 또한 날렵한 스피드를 활용한 적극적인 공격 가담을 보이며 리베로 역할을 담당하기도 했으며, 감독으로서는 빠른 템포를 중시하는 축구를 선호했던 것으로 평가되었다.

## 선수 경력

### 클럽
전라북도 김제군 만경면 출신으로 만경고등학교 재학 도중 채금석의 지도를 받고자 군산영명고등학교로 옮긴 뒤 한양공업고등학교를 거쳤으며, 1967년 쌍용양회 축구단에 입단하였다. 이후 그 해 대통령배 전국축구대회 당시 동국대학교를 상대로 득점을 기록했으나 팀은 결승 진출에 실패했으며, 1969년 양지 축구단에 입대하였다. 그 뒤 아시안 챔피언 클럽 토너먼트 1969 참가 명단에 포함되어 본선에 참여해 팀의 준우승에 일조했으며, 같은 해 '실업 올스타'의 일원으로 올스타전에 출전하였다.
이후 1970년 양지가 해체되자 육군 축구단에 편입되었으며, 그 해 상업은행 축구단과의 대통령배 전국축구대회를 앞두고 국가대표 B팀이 신설되어 최재모가 B팀인 백호팀에 포함되자 선수 출전 자격 문제가 발생해 대한축구협회와 육군간의 대립으로 인해 경기가 무기한 연기되었다. 그리고 아시안 챔피언 클럽 토너먼트 1971 참가 명단에 선발되어 본선에 참여해 팀의 4강 진출에 공헌했으며, 같은 해 '군 올스타'의 일원으로 올스타전에 출전하였다. 또한 대통령배 전국축구대회에서는 핵심 선수로 활약하며 팀의 우승에 기여했으며, 1972년 육군에서 제대한 뒤 신탁은행 축구단에 입단할 것으로 예상되었으나 최종적으로 연세대학교에 입학해 잠시 활약하였다.
그 뒤 1973년 5월 3일 포항제철 축구단이 정식으로 창단하자 원년 멤버로 합류했으며, 그 해 제철소 준공 기념으로 열린 신일본제철 축구단과의 '한일 친선 실업축구대회'에 팀의 일원으로 참가하였다. 그리고 1974년 대통령배 전국축구대회 당시 기업은행 축구단과의 경기에서 결승골을 득점하는 등 팀이 우승을 차지하는 데 일조했으며, 1975년 전국실업축구연맹전 춘계 대회 당시 해군 축구단과의 최종전에서 김연식의 결승골을 어시스트하는 등 좋은 모습을 보이며 팀의 대회 우승에 크게 기여하였다. 또한 1977년 육군 축구단과의 '한일실업정기전' 선발 대회 결승전에서 이회택의 추가골을 어시스트하며 팀에 대회 우승 및 대표 선발을 안겼으며, 전국실업축구연맹전에서는 철도청 축구단과의 경기에서 유건수의 추가골을 어시스트한 데 이어 주택은행 축구단과의 경기에서 박영채의 선제골을 어시스트하는 등의 활약으로 팀의 대회 준우승에 공헌하였다. 이러한 활약으로 대회 종료 이후 공로상을 수상했으며, 같은 해 다른 노장 선수들과 함께 선수 은퇴를 선언하였다.

### 국가대표팀
1968년 아시아 청소년 축구 선수권 대회에 대한민국 U-20 국가대표팀의 일원으로 참가했으며, 홍콩과의 경기에서 김병찬의 선제골을 어시스트하며 팀의 4-1 대승을 이끈 뒤 태국과의 경기에서 조재덕의 선제골을 어시스트하며 팀에 3-1 승리를 안겼다. 또한 말레이시아와의 경기에서 이갑수의 추가골을 어시스트하며 팀의 4-0 승리에 일조하는 등 뛰어난 활약을 펼쳤으나, 대표팀은 버마와의 4강전에서 1-1로 무승부를 이룬 뒤 추첨 결과 탈락이 확정되어 좋은 성과를 거두지 못했다. 그리고 1969년에 열린 미들섹스 원더러스 AFC와의 평가전에서 '대학선발팀' 명단에 포함되었으며, 얼마 뒤 펼쳐진 보루시아 묀헨글라트바흐와의 평가전에도 참여하였다. 또한 1970년 FIFA 월드컵 예선 명단에 들어간 이후 10월 20일 오스트레일리아와의 예선 마지막 경기에 출전하여 대한민국 축구 국가대표팀에 정식으로 데뷔하였다.
이후 1970년 대한민국 국가대표팀 이원화 원칙에 따라 국가대표 B팀이 신설되자 최재모는 A팀인 청룡팀에 포함되었으며,
직후 치러진 CR 플라멩구와의 평가전에도 선발되어 좋은 모습을 보였다. 하지만 얼마 뒤 B팀으로 편입되어 자카르타 창립 기념대회에 출전했으며, 후에 다시 A팀으로 합류한 뒤 메르데카 국제축구대회에 참가해 주전으로 활약하며 대표팀의 사상 첫 메르데카 국제축구대회 단독 우승에 크게 공헌하였다. 그 해 이원화 원칙이 다시 폐지되어 국가대표팀이 하나로 통합됨에 따라 최재모는 국가대표팀 예비 명단에 포함되었으며, 같은 해 개최된 킹스컵, 1970년 아시안 게임에 연달아 참가하며 국가대표팀의 2개 대회 우승을 견인하였다. 이러한 활약으로 1970년 대한축구협회 시상식에서 베스트 11에 선정되었다.
그 뒤 1971년 국가대표팀의 중남미 전지훈련 명단에 포함되었고, 그 해 열린 박대통령컵 쟁탈 아시아축구대회에도 참가해 뛰어난 활약을 펼치며 국가대표팀의 우승에 일조하였다. 또한 직후 펼쳐진 베트남 공화국과의 CISM 주최 '극동지역 친선 축구대회' 경기에 나서 인상적인 활약을 선보였으며, 얼마 뒤 있었던 비토리아 FC와의 평가전에도 츨전했으나 팀의 패배를 막지 못했다. 이후 뒤이어 치러진 이란과의 친선경기에서 정규풍의 선제골을 어시스트하며 대표팀의 2-0 승리에 기여했으며, 같은 해 열린 1972년 하계 올림픽 예선에도 국가대표팀의 일원으로 선발되었다. 그리고 필리핀과의 경기에서 패널티킥으로 추가골을 득점하며 대표팀의 6-0 대승에 일조했으나, 수비진을 구축한 다른 선수들과 더불어 부진한 모습을 보였고 국가대표팀 또한 본선 진출에 실패하였다. 그 뒤 킹스컵 최종 명단에 포함되어 대표팀의 우승에 공헌했으며, 국가대표팀 및 소속팀에서의 활약으로 1971년 대한축구협회 시상식에서 베스트 11에 재차 선정되었다.
이후 1972년에는 세계 군인 축구 선수권 대회 예선 명단에 포함되었으며, 베트남 공화국과의 개막전에서 김정호의 결승골을 어시스트하는 등 좋은 모습을 보였다. 그리고 그 해 다시 최재모는 다시 B팀으로 편입되어 자카르타 창립 기념대회에 참가했으며, 버마와의 4강전에서 동점골을 성공시키는 등 좋은 활약을 펼치며 대표팀의 준우승에 일조하였다. 또한 같은 해 메르데카 국제축구대회에 출전할 B팀 명단에 선발되었으나, 일정 변경으로 A팀이 대회에 참여하기로 결정됨에 따라 경기에 나서지 못했다.
그 뒤 1974년 아시안 게임 및 박대통령컵 쟁탈 아시아축구대회를 대비해 소집된 상비군 명단에 포함되었으며, 자체 평가전에서 좋은 활약을 선보이며 최종 명단에 합류해 국가대표팀에 복귀하였다. 이후 박대통령컵 쟁탈 아시아축구대회에서는 말레이시아와의 경기에서 박이천의 추가골 2골을 어시스트해 대표팀의 4-0 승리를 견인했으며, 인도네시아와의 결승전에서 박이천의 추가골에 관여하는 등의 활약으로 대표팀의 7-1 대승에 일조하며 팀의 우승에 기여하였다. 또한 이라크와의 아시안 게임 준결승 라운드 1차전에 출전해 박병철의 선제골에 관여하는 활약을 보였으나 대표팀은 1-1로 무승부를 이루었으며, 말레이시아와의 준결승 라운드 3차전에서는 이회택의 동점골을 어시스트했으나 대표팀은 2-3으로 패해 조 최하위로 탈락하였다. 그 뒤 그 해 열린 제3회 한일 정기전에 출전했으며, 얼마 뒤 개최된 킹스컵에도 참가하였다. 또한 베트남 공화국과의 경기에서 종료 직전 페널티킥 동점골을 성공시켜 극적인 무승부를 이루었으며, 말레이시아와의 4강전에서 승부차기 키커로 나서 성공시키는 등 팀의 2연속 우승에 기여하였다. 이러한 활약으로 1974년 대한축구협회 시상식에서 베스트 11에 다시 선정되었다.
이후 1975년 박대통령컵 쟁탈 아시아축구대회에 출전할 상비군 후보 명단에서 제외되었으며, 그 뒤에는 최재모가 국가대표팀 선발을 고사하며 국가대표팀에서 은퇴하였다.

## 지도자 경력
은퇴 이후 1978년 군산제일중학교 축구부가 창단하자 원년 코치로 합류했으며, 1979년 팀의 전국중고교축구연맹전 춘계 대회 우승을 이끌었다. 하지만 안양중학교와의 결승전에서 부정 선수를 출전시켰다는 혐의를 받았으며, 결국 한국중고교축구연맹으로부터 1년 지도자 정지의 중징계를 선고받았고 군산제일중학교의 우승이 박탈되었다. 그리고 1981년 군산제일고등학교 축구부의 창단 코치로 취임해 군산시 내의 중학교, 고등학교의 단계별 유소년 연계 육성 시스템을 도모했으며, 그 해 팀에 전국체육대회 우승을 안겼다. 이후 1985년 전주대학교 축구부의 창단 감독으로 취임했으며, 1986년 전국대학축구연맹전 춘계 대회에서 팀을 12강 준결리그로 이끌었다. 그 뒤 1990년 한국대학축구연맹의 이사로 선임되었으며, 같은 해 일본 히로시마에서 개최된 '평화기원축구대회'에 참가하는 '대학 상비군'의 감독으로 임명되었다.
이후 1994년부터 전라북도 전주시 완산구의 전주풍남초등학교에서 '어린이 축구교실'을 운영했으며, 1997년 열린 '전국 축구교실 초청 축구대회'에서 준우승을 차지하였다. 또한 2000년 개최된 '2002 월드컵 개최도시 초청 어린이 축구대회'와 2003년 펼쳐진 '국민생활체육 전국 한마당 축전'에서 우승을 맛보았으며, 2002년 FIFA 월드컵을 앞두고 전라북도 전주시 지역의 축구 붐을 조성하기 위해 온고을 여성 축구단이 창단되자 선수들에게 축구 이론 강습 및 실기 수업을 지도하기도 했다. 그리고 전주시축구협회의 부회장을 지내며 1996년 '전주 시민의 장' 행사에서 체육장을 수상했으며, 2001년 전주시체육회의 이사와 2003년 전라북도체육회의 이사로 선출되었다. 이외에 '전라북도 시·군·구 유소년 축구대회'의 주최에 기여했으며, 전라북도 내의 14개 시·군에 '유소년 축구교실'을 개설하며 '전라북도 유소년 축구교실'의 회장을 맡았다.

## 사망
2007년 8월 위암 판정을 받은 뒤 그 해 12월 위 절제 수술을 받았으나 다른 장기에 암세포가 전이되었으며, 이후 병원에서 지속적인 항암 치료를 받았으나 2009년 5월 24일 세상을 떠났다. 유해는 전라북도 전주시 공원의 묘지에 안장되었으며, 사후 안구를 온누리안은행에 기증해 환자 2명에게 각막이 이식되었다.

## 기타
대한민국 내의 축구인 중에서 술을 잘 마시는 것으로 알려져 있다.
1988년 전국축구선수권대회 결승전을 앞두고 진행된 40대 올스타전에 나섰으며, 1989년 전국축구선수권대회 결승전을 앞두고 열린 40대 올스타전에도 참가해 득점을 기록하였다.
1990년 전라북도 연고의 축구 관계자들과 함께 회장과 함께 채금석를 기리기 위한 '금석배 축구대회'를 추진했으며, 1992년부터 대한체육회 및 대한축구협회의 승인을 받아 대회가 매년마다 개최되고 있다.
2002년 전라북도 전주시 우아동 호동골 쓰레기매립장 부지에 축구 경기장을 건설해달라는 민원을 요청하기도 했다.
2004년 새천년민주당 전주완산지구당 개편 당시 자문위원으로 위촉되었다.
2004년에 1968년 당시 이라크에서 개최된 세계 군인 축구 선수권 대회에 출전했던 양지 축구단의 다른 선수들과 함께 대한민국 U-23 대표팀과의 평가전을 위해서 서울특별시에 체류하던 이라크 U-23 대표팀 '평화의 볼'로 명명된 국제축구연맹 공인구 및 2002년 FIFA 월드컵 기념구 등 100여개의 축구공을 전달하였다.
2005년 전주시네마에서 전주시의 기관장들과 함께 전주국제영화제 특별 세션 부문에 포함된 조선민주주의인민공화국의 영화 피묻은 약패를 시청하였다.
2007년에 양지 축구단의 다른 선수들과 함께 국가정보원을 방문해 2007년 FIFA U-17 월드컵 참가 목적으로 서울특별시에 체류하던 조선민주주의인민공화국 U-17 국가대표팀과의 만남에 대한 주선을 요청하기도 했다.

## 선수 및 지도자 기록

### 클럽
- 1967년 ~ 1968년: 쌍용양회 축구단
- 1969년: 양지 축구단
- 1970년 ~ 1972년: 육군 축구단
- 1973년 ~ 1977년: 포항제철 축구단

### 국가대표팀
- 1968년
  - 아시아 청소년 축구 선수권 대회 국가대표 (U-20)
- 1969년
  - 1970년 FIFA 월드컵 예선 국가대표
- 1970년
  - 자카르타 창립 기념대회 국가대표 (B팀)
  - 메르데카 국제축구대회 국가대표
  - 킹스컵 국가대표
  - 1970년 아시안 게임 축구 국가대표
- 1971년
  - 박대통령컵 쟁탈 아시아축구대회 국가대표
  - 1972년 하계 올림픽 축구 예선 국가대표
  - 킹스컵 국가대표
- 1972년
  - 자카르타 창립 기념대회 국가대표 (B팀)
- 1974년
  - 박대통령컵 쟁탈 아시아축구대회 국가대표
  - 1974년 아시안 게임 축구 국가대표
  - 제3회 한일 정기전 국가대표
  - 킹스컵 국가대표
- 국가대표팀 통산 기록: 43경기 2골

### 지도자
- 1978년 ~ 1980년: 군산제일중학교 (코치)
- 1981년 ~ 1984년: 군산제일고등학교 (코치)
- 1985년 ~ 1992년: 전주대학교

## 국가대표팀 득점 기록
- 득점과 결과 리스트는 대한민국 축구 국가대표팀의 득점을 먼저 기록

| # | 일시             | 장소                 | 상대 국가     | 득점 | 결과 | 경기 형식                    |
| - | ---------------- | -------------------- | ------------- | ---- | ---- | ---------------------------- |
| 1 | 1971년 9월 29일  | 대한민국, 서울특별시 | 필리핀        | 4-0  | 6-0  | 1972년 하계 올림픽 축구 예선 |
| 2 | 1974년 12월 15일 | 태국, 방콕           | 베트남 공화국 | 2-2  | 2-2  | 킹스컵                       |

## 수상 경력

### 클럽
- 양지 축구단
  - 아시안 챔피언 클럽 토너먼트 준우승 1회 : 1969년
- 육군 축구단
  - 대통령배 전국축구대회 우승 1회: 1971년
  - 전국축구선수권대회 우승 1회: 1970년
- 포항제철 축구단
  - 대통령배 전국축구대회 우승 1회: 1974년
  - 전국축구선수권대회 준우승 1회: 1977년
  - 전국실업축구연맹전 우승 1회: 1975년 춘계
  - 전국실업축구연맹전 준우승 1회: 1977년

### 국가대표팀
- 아시안 게임 축구 우승 1회: 1970년
- 메르데카 국제축구대회 우승 1회: 1970년
- 박대통령컵 쟁탈 아시아축구대회 우승 2회: 1971년, 1974년
- 킹스컵 우승 3회: 1970년, 1971년, 1974년
- 자카르타 창립 기념대회 준우승 2회: 1970년 (B팀), 1972년 (B팀)

### 감독
- 전국체육대회
  - 우승 2회: 1981년 (코치), 1982년 (코치)

- 전국대학축구선수권대회
  - 준우승 1회: 1992년

### 개인
- 1977년 전국실업축구연맹전 공로상
- 대한축구협회 시상식 베스트 11: 3회 (1970년, 1971년, 1974년)

## 참고 자료
- (강상기가 만난 사람④) 축구인 최재모 - 국정브리핑